# Джо Доннеллі
Джозеф Саймон «Джо» Доннеллі (англ. Joseph Simon «Joe» Donnelly; нар. 29 вересня 1955, Квінз, Нью-Йорк) — американський політик-демократ. Представляв штат Індіана у Сенаті США з 2013 по 2019, до цього Доннеллі входив до Палати представників США з 2007 по 2013.
Він навчався в Університеті Нотр-Дам. У 1977 році отримав ступінь бакалавра, а у 1981 — доктора права. Потім працював як юрист і бізнесмен.
Католик. Одружений, має двох дітей.